# Molelos
Molelos é uma povoação portuguesa sede da Freguesia de Molelos do Município de Tondela, freguesia com 14,83 km² de área e 2225 habitantes (censo de 2021), tendo, por isso, uma densidade populacional de 150 hab./km².
Molelos é conhecida como a freguesia da louça preta, e também pelo seu fantástico dialeto local, por alguns designado por Galramento, concebido pelos trabalhadores da construção civil durante a construção dos sanatórios da Estância Sanatorial do Caramulo.
Esta freguesia é composta pelos lugares de Molelos, Botulho, Molelinhos e Póvoa da Mata. O orago é São Pedro (apóstolo).
É freguesia habitada desde a Pré-História, conforme atestam os sítios arqueológicos da Estação de Arte Rupestre de Molelinhos, a Necrópole do Paranho e a Pedra do Castelo em Molelinhos.
Até ao século XVII foi sede do concelho de Besteiros, e lá se encontrava o Pelourinho e a Casa de Audiências.
Em Molelos existe um clube desportivo, o Clube Atlético de Molelos.

## Demografia
A população registada nos censos foi:
| Distribuição da População por Grupos Etários | Distribuição da População por Grupos Etários | Distribuição da População por Grupos Etários | Distribuição da População por Grupos Etários | Distribuição da População por Grupos Etários |
| -------------------------------------------- | -------------------------------------------- | -------------------------------------------- | -------------------------------------------- | -------------------------------------------- |
| Ano                                          | 0-14 Anos                                    | 15-24 Anos                                   | 25-64 Anos                                   | > 65 Anos                                    |
| 2001                                         | 357                                          | 420                                          | 1323                                         | 540                                          |
| 2011                                         | 249                                          | 247                                          | 1259                                         | 591                                          |
| 2021                                         | 229                                          | 192                                          | 1133                                         | 671                                          |

## Património
- Estação de arte rupestre de Molelinhos
- Paço de Molelos, dos Esteves da Veiga e seus descendentes.
- Igreja Matriz de Molelos, de 1872.[4]

## Artesanato
- Louça Preta - É tradicional da aldeia o artesanato em olaria de cor preta.

O barro é "colhido" em Molelinhos, uma anexa da freguesia. Com ele são produzidos modelos legados pela tradição, tais como cantarinhas (bilhas) de segredo, assadeiras, pucarinhos ou moringues. Os ornamentos são feitos manualmente. Os motivos são quase sempre geométricos ou vegetais.
A cor preta que o barro adquire, é conseguida pelo processo de cozedura em ambiente de reduzido oxigénio e uma atmosfera carregada de carbono. Tudo isto era feito numa cova, pouco funda, cavada na terra, popularmente conhecida por "soenga". Atualmente o método só é utilizado em demonstrações. Os artesãos usam agora o forno a lenha, mais prático e funcional.
O Município de Tondela iniciou em 2022 o processo de inserção da louça preta de Molelos no inventário nacional do património imaterial, que tem como objetivo preservar a identidade desta arte ancestral e todo o seu saber fazer.
No dia 2 de abril de 2025 foi publicada em Diário da República a inscrição do «Processo de Produção do Barro Negro de Molelos» no Inventário Nacional do Património Cultural Imaterial.